# Discografia di Bad Bunny
La discografia di Bad Bunny, cantante e rapper portoricano, comprende 5 album in studio, un extended play, un mixtape e 84 singoli.

## Album

### Album in studio
| Anno                                                      | Titolo e dettagli | Posizioni massime in classifica | Posizioni massime in classifica | Posizioni massime in classifica | Posizioni massime in classifica | Posizioni massime in classifica | Posizioni massime in classifica | Posizioni massime in classifica | Posizioni massime in classifica | Posizioni massime in classifica | Certificazioni                           |
| Anno                                                      | Titolo e dettagli | US                              | US Latin                        | BEL (WA)                        | CAN                             | FRA                             | ITA                             | NLD                             | SPA                             | SWI                             | Certificazioni                           |
| --------------------------------------------------------- | --- | ------------------------------- | ------------------------------- | ------------------------------- | ------------------------------- | ------------------------------- | ------------------------------- | ------------------------------- | ------------------------------- | ------------------------------- | ---------------------------------------- |
| 2018                                                      | X 100pre - Pubblicazione: 24 dicembre 2018 - Etichetta: Rimas Entertainment - Formati: CD, LP, download digitale, streaming                           | 11                              | 1                               | —                               | 36                              | —                               | 64                              | 130                             | —                               | 72                              | - US : Diamante (Latin) - SPA: Oro       |
| 2019                                                      | Oasis (con J Balvin) - Pubblicazione: 28 giugno 2019 - Etichetta: Universal Latin - Formati: CD, LP, download digitale, streaming                     | 9                               | 1                               | 126                             | 37                              | 95                              | 34                              | 17                              | 45                              | 22                              | - US: 2× Platino (Latin) - SPA: Oro      |
| 2020                                                      | YHLQMDLG - Pubblicazione: 29 febbraio 2020 - Etichetta: Rimas Entertainment - Formati: CD, LP, cassetta, download digitale, streaming                 | 2                               | 1                               | 75                              | 17                              | 79                              | 14                              | 37                              | 1                               | 12                              | - US: 19× Platino (Latin) - SPA: Platino |
| 2020                                                      | El último tour del mundo - Pubblicazione: 27 novembre 2020 - Etichetta: Rimas Entertainment - Formati: CD, LP, cassetta, download digitale, streaming | 1                               | 1                               | 74                              | 23                              | 123                             | 23                              | 58                              | 1                               | 25                              |                                          |
| 2022                                                      | Un verano sin ti - Pubblicazione: 6 maggio 2022 - Etichetta: Rimas Entertainment - Formati: Download digitale, streaming                              | 1                               | 1                               | 26                              | 4                               | 23                              | 4                               | 5                               | 1                               | 3                               |                                          |
| "—" significa che l'album non è entrato nella classifica. | |                                 |                                 |                                 |                                 |                                 |                                 |                                 |                                 |                                 |                                          |

### Compilation
| Anno | Titolo e dettagli | Posizioni massime in classifica | Posizioni massime in classifica | Posizioni massime in classifica | Posizioni massime in classifica | Posizioni massime in classifica | Posizioni massime in classifica | Posizioni massime in classifica | Certificazioni                      |
| Anno | Titolo e dettagli | US                              | US Latin                        | BEL (WA)                        | FRA                             | ITA                             | SPA                             | SWI                             | Certificazioni                      |
| ---- | --- | ------------------------------- | ------------------------------- | ------------------------------- | ------------------------------- | ------------------------------- | ------------------------------- | ------------------------------- | ----------------------------------- |
| 2020 | Las que no iban a salir - Pubblicazione: 10 maggio 2020 - Etichetta: Rimas Entertainment - Formati: download digitale, streaming | 7                               | 1                               | 176                             | 172                             | 90                              | 1                               | 37                              | - US: 3× Platino (Latin) - SPA: Oro |

## EP
| Anno | Titolo e dettagli |
| ---- | --- |
| 2019 | Up Next (Live From Apple Piazza Liberty) - Pubblicazione: 30 agosto 2019 - Etichetta: Rimas Entertainment - Formati: download digitale, streaming |

## Singoli
| Anno                                                         | Titolo                                                      | Posizioni massime in classifica | Posizioni massime in classifica | Posizioni massime in classifica | Posizioni massime in classifica | Posizioni massime in classifica | Posizioni massime in classifica | Posizioni massime in classifica | Posizioni massime in classifica | Posizioni massime in classifica | Posizioni massime in classifica | Album                                         |
| Anno                                                         | Titolo                                                      | US                              | US Latin                        | ARG                             | FRA                             | ITA                             | MEX                             | NLD                             | SPA                             | SWI                             | UK                              | Album                                         |
| ------------------------------------------------------------ | ----------------------------------------------------------- | ------------------------------- | ------------------------------- | ------------------------------- | ------------------------------- | ------------------------------- | ------------------------------- | ------------------------------- | ------------------------------- | ------------------------------- | ------------------------------- | --------------------------------------------- |
| 2016                                                         | Diles (con Farruko and Ozuna feat. Arcángel, Ñengo Flow)    | —                               | —                               | —                               | —                               | —                               | —                               | —                               | 85                              | —                               | —                               | El Conejo Malo                                |
| 2016                                                         | Soy peor                                                    | —                               | 19                              | —                               | —                               | —                               | —                               | —                               | 48                              | —                               | —                               | El Conejo Malo                                |
| 2016                                                         | Pa ti (feat. Bryant Myers)                                  | —                               | —                               | —                               | —                               | —                               | —                               | —                               | —                               | —                               | —                               | El Conejo Malo                                |
| 2017                                                         | La última vez (con Anuel AA)                                | —                               | 34                              | —                               | —                               | —                               | —                               | —                               | 74                              | —                               | —                               | N.D.                                          |
| 2017                                                         | Blockia (con Farruko)                                       | —                               | 48                              | —                               | —                               | —                               | —                               | —                               | —                               | —                               | —                               | N.D.                                          |
| 2017                                                         | Tu no metes cabra                                           | —                               | 38                              | —                               | —                               | —                               | —                               | —                               | 31                              | —                               | —                               | N.D.                                          |
| 2017                                                         | Vuelve (con Daddy Yankee)                                   | —                               | 11                              | 9                               | —                               | —                               | —                               | —                               | 17                              | —                               | —                               | El Disco Duro                                 |
| 2017                                                         | Sensualidad (con Prince Royce e J Balvin)                   | 109                             | 8                               | 4                               | —                               | —                               | —                               | —                               | 1                               | —                               | —                               | N.D.                                          |
| 2017                                                         | Krippy Kush (con Farruko, Rvssian, Nicki Minaj e 21 Savage) | 75                              | 5                               | —                               | —                               | —                               | —                               | —                               | 20                              | —                               | —                               | TrapXficante                                  |
| 2017                                                         | Chambea                                                     | —                               | 26                              | —                               | —                               | —                               | —                               | —                               | 7                               | —                               | —                               | N.D.                                          |
| 2018                                                         | Amantes de una noche (con Natti Natasha)                    | —                               | 25                              | 73                              | —                               | —                               | —                               | —                               | 48                              | —                               | —                               | N.D.                                          |
| 2018                                                         | Amorfoda                                                    | 107                             | 10                              | 18                              | —                               | —                               | —                               | —                               | 1                               | —                               | —                               | N.D.                                          |
| 2018                                                         | Dime si te acuerdas                                         | —                               | 25                              | —                               | —                               | —                               | —                               | —                               | 32                              | —                               | —                               | N.D.                                          |
| 2018                                                         | I Like It (con Cardi B e J Balvin)                          | 1                               | —                               | 41                              | 19                              | 24                              | 8                               | 30                              | 10                              | 8                               | 8                               | Invasion of Privacy                           |
| 2018                                                         | Estamos bien                                                | 109                             | 9                               | 91                              | —                               | —                               | —                               | —                               | 25                              | —                               | —                               | X 100pre                                      |
| 2018                                                         | Mía (feat. Drake)                                           | 5                               | 1                               | 3                               | 14                              | 14                              | 9                               | 27                              | 1                               | 3                               | 13                              | X 100pre                                      |
| 2018                                                         | Te guste (con Jennifer Lopez)                               | —                               | 12                              | —                               | —                               | —                               | —                               | —                               | 52                              | —                               | —                               | N.D.                                          |
| 2018                                                         | Desde el corazón                                            | —                               | —                               | —                               | —                               | —                               | —                               | —                               | 21                              | —                               | —                               | N.D.                                          |
| 2018                                                         | Solo de mí                                                  | 93                              | 6                               | 66                              | —                               | —                               | —                               | —                               | 10                              | —                               | —                               | X 100pre                                      |
| 2019                                                         | La romana                                                   | —                               | 12                              | —                               | —                               | —                               | —                               | —                               | 80                              | —                               | —                               | X 100pre                                      |
| 2019                                                         | Callaíta (con Tainy)                                        | 52                              | 2                               | 9                               | 140                             | 50                              | —                               | —                               | 1                               | 57                              | —                               | Un verano sin ti                              |
| 2019                                                         | Estamos arriba (con Myke Towers)                            | —                               | 33                              | —                               | —                               | —                               | —                               | —                               | 54                              | —                               | —                               | N.D.                                          |
| 2019                                                         | No me conoce (Remix) (con Jhay Cortez e J Balvin)           | 71                              | 4                               | 4                               | —                               | —                               | —                               | —                               | 4                               | —                               | —                               | Famouz                                        |
| 2019                                                         | Qué pretendes (con J Balvin)                                | 65                              | 2                               | 24                              | —                               | 72                              | 19                              | —                               | 5                               | 31                              | —                               | Oasis                                         |
| 2019                                                         | La canción (con J Balvin)                                   | 84                              | 1                               | 16                              | —                               | —                               | 1                               | —                               | 6                               | —                               | —                               | Oasis                                         |
| 2019                                                         | Yo le llego (con J Balvin)                                  | —                               | 18                              | —                               | —                               | —                               | —                               | —                               | 45                              | —                               | —                               | Oasis                                         |
| 2019                                                         | Cuidao por ahí (con J Balvin)                               | —                               | 26                              | 60                              | —                               | —                               | —                               | —                               | 61                              | —                               | —                               | Oasis                                         |
| 2019                                                         | Vete                                                        | 33                              | 1                               | 30                              | —                               | —                               | —                               | —                               | 2                               | 63                              | —                               | YHLQMDLG                                      |
| 2020                                                         | Ignorantes (con Sech)                                       | 49                              | 3                               | 29                              | —                               | 100                             | —                               | —                               | 4                               | 48                              | —                               | YHLQMDLG                                      |
| 2020                                                         | La difícil                                                  | 33                              | 2                               | 48                              | —                               | 79                              | —                               | —                               | 2                               | 69                              | —                               | YHLQMDLG                                      |
| 2020                                                         | Yo Perreo Sola                                              | 53                              | 2                               | 2                               | —                               | —                               | —                               | —                               | 4                               | —                               | —                               | YHLQMDLG                                      |
| 2020                                                         | En casita (con Gabriela)                                    | —                               | 33                              | —                               | —                               | —                               | —                               | —                               | 31                              | —                               | —                               | Las que no iban a salir                       |
| 2020                                                         | Cómo se siente (Remix) (con Jhay Cortez)                    | —                               | 7                               | 61                              | —                               | —                               | —                               | —                               | —                               | —                               | —                               | Las que no iban a salir                       |
| 2020                                                         | Un Dia (One Day) (con J Balvin, Dua Lipa e Tainy)           | 63                              | 1                               | 22                              | 144                             | 23                              | 3                               | 82                              | 6                               | 30                              | 72                              | José, Future Nostalgia: The Moonlight Edition |
| 2020                                                         | Dákiti (con Jhay Cortez)                                    | 5                               | 1                               | 1                               | 59                              | 30                              | 1                               | —                               | 1                               | 12                              | —                               | El último tour del mundo                      |
| 2021                                                         | Yonaguni                                                    | 10                              | 1                               | —                               | —                               | —                               | —                               | —                               | —                               | 38                              | —                               | N.D.                                          |
| 2022                                                         | Ojitos Lindos (con Bomba Estéreo)                           | —                               | —                               | —                               | —                               | —                               | —                               | —                               | —                               | —                               | —                               | Un verano sin ti                              |
| 2022                                                         | Moscow mule                                                 | —                               | —                               | —                               | —                               | —                               | —                               | —                               | —                               | —                               | —                               | Un verano sin ti                              |
| 2022                                                         | Tití me preguntó                                            | —                               | —                               | —                               | —                               | —                               | —                               | —                               | —                               | —                               | —                               | Un verano sin ti                              |
| 2022                                                         | Me porto bonito (con Chencho Corleone)                      | —                               | —                               | —                               | —                               | —                               | —                               | —                               | —                               | —                               | —                               | Un verano sin ti                              |
| 2022                                                         | La jumpa (con Arcángel)                                     | —                               | —                               | —                               | —                               | —                               | —                               | —                               | —                               | —                               | —                               | Sr. Santos                                    |
| 2022                                                         | Gato de Noche (con Ñengo Flow)                              | —                               | —                               | —                               | —                               | —                               | —                               | —                               | —                               | —                               | —                               | N.D.                                          |
| 2023                                                         | Tormenta (con Gorillaz)                                     | —                               | —                               | —                               | —                               | —                               | —                               | —                               | —                               | —                               | —                               | Cracker Island                                |
| 2023                                                         | Coco Chanel (con Eladio Carrion)                            | —                               | —                               | —                               | —                               | —                               | —                               | —                               | —                               | —                               | —                               | 3MEN2 KBRN                                    |
| 2023                                                         | Where She Goes                                              | —                               | —                               | —                               | —                               | —                               | —                               | —                               | —                               | —                               | —                               | 3MEN2 KBRN                                    |
| 2023                                                         | Un x100to (con Grupo Frontera)                              | —                               | —                               | —                               | —                               | —                               | —                               | —                               | —                               | —                               | —                               | N.D.                                          |
| 2023                                                         | Monaco (con Charles Aznavour)                               | —                               | —                               | —                               | —                               | —                               | —                               | —                               | —                               | —                               | —                               |                                               |
| "—" significa che il singolo non è entrato nella classifica. |                                                             |                                 |                                 |                                 |                                 |                                 |                                 |                                 |                                 |                                 |                                 |                                               |

### Collaborazioni
- Un polvo (con Maluma, De La Ghetto, Arcángel e Ñengo Flow)
- Hoy (con Ñengo Flow)
- Demonia baila (con Jantony e Brytiago)
- Mayores (con Becky G)
- Si tu novio te deja sola (con J Balvin)
- La última vez (con Anuel AA)
- Ahora me llama (con Karol G)
- Krispy Kush (con Farruko e Rvssian)
- Bloccai (con Farruko)
- Caile (con De La Ghetto, Zion e Bryant Myers)
- Netflix (con Brytiago)
- Move Your Body (con Wisin e Timbaland)
- Explícale (con Yandel)
- Mala y peligrosa (con Victor Manuel)
- Andan por ahí (con Wisin, Cosculluela, Farruko, Nicky Jam, Arcangel, Ozuna, Zion)
- AR (con J Mashel)
- Vuelve (con Daddy Yankee)
- Amantes de una noche (con Natti Natasha)
- El baño (con Enrique Iglesias)
- Fantasía (con Alex Sensation)
- Thinkin'  (con Anuel e Future)
- I Like It (con Cardi B & J Balvin)
- Madura (con Cosculluela)
- Estamos clear (con Miky Woodz)
- Ya no quiero amor (con Maluma, De La Ghetto)
- Oscuridad (con Arcángel)
- Está rico (con Marc Anthony e Will Smith)
- Cual es tu plan (con PJ "Sin Suela" e Ñejo)
- Soltera Remix (con Daddy Yankee e Lunay)
- Bellacoso (con Residente)
- Kemba Walker (con Eladio Carrion)
- Cántalo (con Ricky Martin e Residente)
- Volví (con Aventura)
- Lo siento BB:/ (con Tainy e Julieta Venegas)
- La Jumpa (con Arcángel)
- Gato de Noche (con Ñengo Flow)
- Un x100to (con Grupo Frontera)
- K-Pop (con Travis Scott e The Weeknd)
- Adivino (con Myke Towers)
- Guay (con Ozuna e Bad Gyal)

### Remix
- 2016 – Loco, pero millonario (Remix) (N-fasis featuring Bad Bunny)
- 2017 – Polaroid (Remix) (con Chris Wandell)
- 2017 – Liberace (Remix) (Anuel AA & Farruko featuring Bad Bunny, Darell, Bryant Myers, De La Ghetto, Noriel & Alexio)
- 2017 – Haters (Remix)(J. Alvarez featuring Bad Bunny & Almighty)
- 2017 – El challet (Remix) (Sou El Flotador & Almighty featuring Bad Bunny, Lary Over, Pusho, Alexio & Jory Boy)
- 2017 – Me llueven 2.0 (Bad Bunny featuring Almighty, Denyerkin, Quimico Ultra Mega & El Fother)
- 2017 – Me llueven 3.0 (Bad Bunny featuring Almighty, Kevin Roldán, Noriel y Bryant Myers)
- 2017 – Otra ve' (Remix) (Jay The Prince & Jose Reyes featuring Bad Bunny, Arcángel & Almighty)
- 2017 – Diabla (Remix) (Farruko featuring Bad Bunny & Lary Over)
- 2017 – Amigos y enemigos (Remix) (Noriel featuring Bad Bunny & Almighty)
- 2017 – Soy peor (Mambo Remix) (Bad Bunny featuring Omega)
- 2017 – Ya coronamos (Remix) (El Taiger featuring Cosculluela, J. Balvin, Bad Bunny & Bryant Myers)
- 2017 – 47 (Remix) (Anuel AA & Ñengo Flow featuring Bad Bunny, Darell, Farruko & Casper Màgico)
- 2017 – El amante (Remix) (Nicky Jam featuring Ozuna & Bad Bunny)
- 2017 – Me compre Un Panamera (Remix) (Quimico Ultra Mega & Black Jonas Point featuring Bad Bunny, Arcángel & Almighty)
- 2017 – Soy peor (Remix) (Bad Bunny featuring J Balvin, Ozuna & Arcángel)
- 2017 – Báilame (Remix) (Nacho featuring Yandel & Bad Bunny)
- 2017 – Tócate tú misma (Remix) (Alexis & Fido featuring Jon Z, Anonimus, Lary Over & Brytiago)
- 2017 – Know No Better (Remix) (Major Lazer featuring Camila Cabello, Quavo, Travis Scott & Bad Bunny)
- 2017 – Escapate conmigo (Remix)(Wisin featuring Ozuna, Bad Bunny, De La Ghetto, Arcángel, Noriel & Almighty)
- 2017 – Ahora me llama (Remix) (Karol G featuring Bad Bunny & Quavo)
- 2017 – Netflixxx (Remix) (con Brytiago, J Mashel, Lary Over e Bryant Myers)
- 2017 – Cabrón (Remix) (con J Mashel, Anuel AA, De La Ghetto, Noriel)
- 2017 – Adicto (Remix) (con J Mashel, Almighty, Bryant Myers, Lary Over)
- 2017 – Ahora dice (Remix) (con Ozuna, Arcángel, J Balvin e J Mashel
- 2017 – Tú no metes cabra (Remix) (Bad Bunny featuring Daddy Yankee, Anuel AA y Cosculluela)
- 2017 – Krippy Kush - Remix (Farruko, Bad Bunny & Rvssian featuring Nicki Minaj & 21 Savage
- 2017 – Krippy Kush - Travis Scott Remix (Farruko, Bad Bunny & Rvssian featuring Nicki Minaj & Travis Scott)
- 2017 – Favorito de los capos (Remix) (Arcángel featuring Bad Bunny & Flow Mafia)
- 2018 – Gucci Gang (Remix) (Lil Pump featuring Bad Bunny, J Balvin, Ozuna, 21 Savage & Gucci Mane)
- 2018 – Lo que yo diga (Dema Ga Ge Gi Go Gu RMX) (featuring El Alfa El Jefe, Jon Z, Farruko & Miky Woodz)
- 2018 – Loca (Remix) (featuring Khea, Duki & Cazzu)
- 2018 – Amorfoda (Remix) (featuring J Mashel)
- 2018 – Te boté (Remix) (Nio García, Casper Mágico & Darell featuring Bad Bunny, Ozuna & Nicky Jam)